# 金元七
金元七，原為江浙地區的水神、財神，其源流說法甚多。